# Felipe Salazar
Felipe Salazar Ávila, alias “Pichorra” fue un poeta y humorista mexicano, nacido en Mérida, Yucatán que vivió en el siglo XX.
Gozó, desde muy joven, de cierta facilidad poética, y pudo componer versos de no mala constitución. Eligió, sin embargo, la «sicalipsis», la rima pícara y libertina que vino a hacerlo inmensamente popular. Poseía además la fórmula del repentismo (improvisación) —como muchos yucatecos— que empleó triunfalmente en fiestas y saraos en los que resultaba siempre la figura central. Sus versos deambulaban por la ciudad en pequeñas hojas o en folletos, y se decían en cafés y en tabernas y en secretas tertulias de hombres solos. 
Pichorra vivió la época del Porfiriato, pero alcanzó los tiempos de la Revolución. Alguna vez le compuso unos versos feroces a don Francisco I. Madero, cuando el Apóstol visitó Yucatán por 1911. A Pichorra le gustaba el alcohol -ha escrito Santiago Burgos Brito en sus Tipos Pintorescos de Yucatán-, lo saboreaba con delectaciones inefables, como un perfecto gozador de la vida que sólo encuentra el placer en la postrera gota de cada libación. En ruidosas congregaciones etílicas compuso no pocas de sus mejores páginas.